# Mycoacia austro-occidentalis
Mycoacia austro-occidentalis är en svampart som beskrevs av Canf. 1976. Mycoacia austro-occidentalis ingår i släktet Mycoacia och familjen Meruliaceae.   Inga underarter finns listade i Catalogue of Life.